# Ash Lawn-Highland
Ash Lawn-Highland var privatbostad för James Monroe, USA:s femte president, nära Thomas Jeffersons Monticello utanför Charlottesville, Virginia, USA. James Monroe köpte marken 1799 och lät uppföra en herrgårdsbyggnad ritad av Thomas Jefferson. Skuldsättning tvingade Monroe att sälja herrgården och dess plantagejordbruk 1825. Under Monroes livstid gick herrgården under namnet Highland, det var först efter hans död som den började kallas Ash Lawn. Under åren har nybyggnationer och tillägg till den av Jefferson ritade herrgårdsbyggnaden gjorts. Herrgården fungerar nu som museum, fungerande jordbruk och spelplats för teater och konserter. Den är uppförd på National Register of Historic Places. 